# 퍼레니아스
퍼레니아스(알바니아어: Përrenjas/Prrenjas) 또는 프렌하스는 알바니아 동부 엘바산주에 있는 도시(퍼레니아스 시)이자 지방자치체(퍼레니아스 지방자치체)이다.
이 지방자치체는 2015년 지방정부 개혁을 통해 구 지방자치체인 퍼레니아스(Prrenjas), 쿠커스(Qukës), 라이처(Rrajcë), 스트라바이(Stravaj)가 합병되어 만들어졌으며, 이들은 현재 코뮌이 되었다. 퍼레니아스 지방자치체의 지방자치체 소재지는 퍼레니아스이며 총 인구는 24,906명(2011년 기준), 면적은 323.17 km2이다. 2011년 인구 조사에 따르면 구 퍼레니아스 지방자치체의 인구는 5,847명이다.

## 역사
퍼레니아스 시의 건설의 역사는 오래전으로 거슬러 올라간다. 오스만 알바니아 전쟁 당시, 이 지역은 토르비올리(Torviolli)라고 불렸다. 국민 영웅인 스칸데르베우는 토르비올 전투로 향하기 전에 전사들에게 전투에서 반드시 승리해야 한다고 말했다. 이곳에서 중요한 역사가 기록되었다.

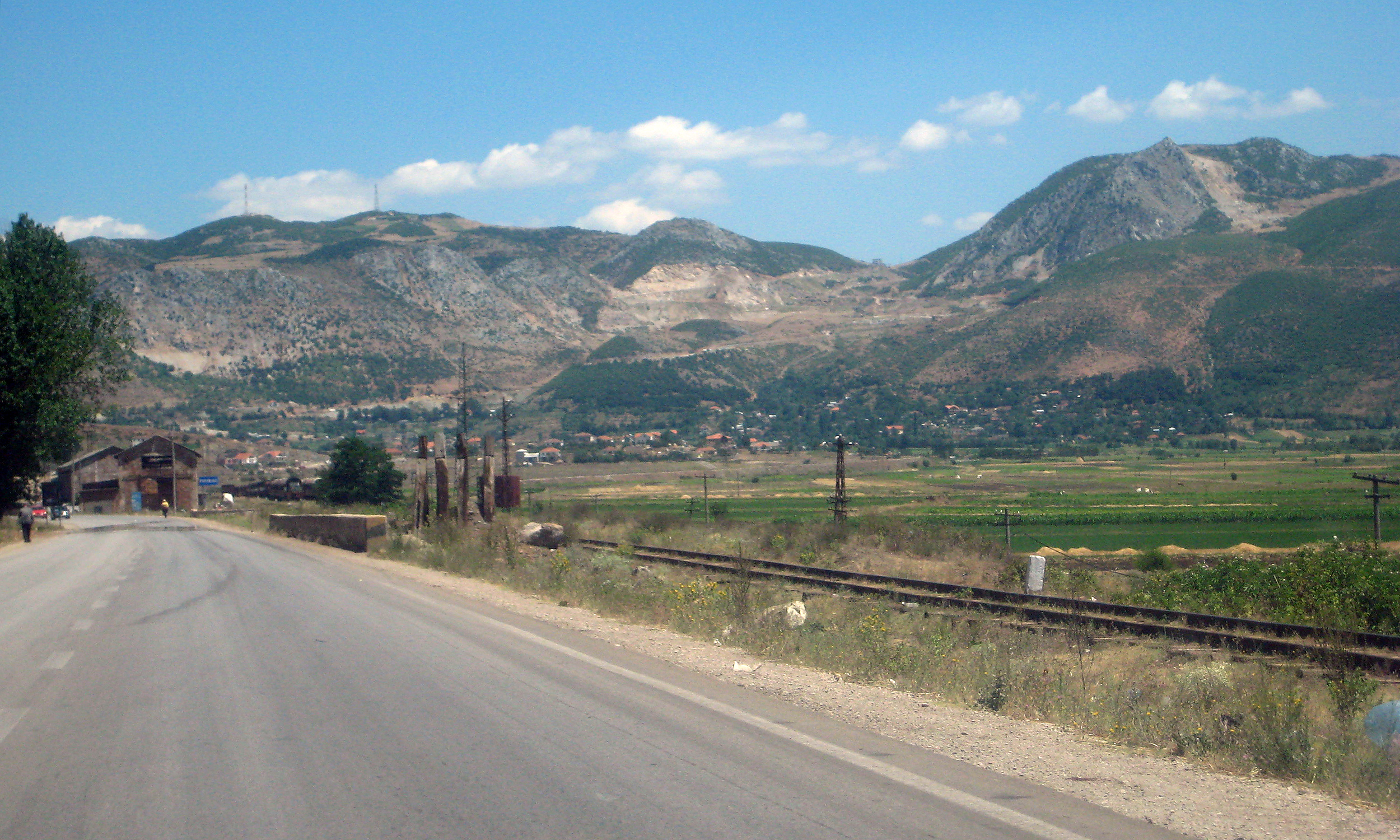
토르비올 전투가 벌어졌던 도모스도바 평원

퍼레니아스라는 이름은 스컨데르베우 군대가 승리한 동명의 전투와 밀접한 관련이 있다. 또, 많은 터키와 알바니아 군인들이 죽었기 때문에 피의 강이 흘렀다고 믿어진다.
프레니아스는 이스탄불에서 두러스까지 뻗어 있는 비아 비아 에그나티아 도로와 연결되어 있는 것으로도 유명하다. 퍼레니아스 주민들은 1912년 11월 28일 알바니아 독립 선언에도 참여했다.

### 역사적 장소
- 비아 에그나티아(영어판)
- 스컨데르베우의 책상
- 도모스도바 평원(Domosdova field) - 토르비올 전투가 벌어진 곳

## 관심 지점
- 셰베니크-야블라니체 국립공원(Shebenik-Jabllanice National Park)
- 스컨데르베우의 테이블(Skanderbeg's Table)
- 광부들의 동상(Statue of Miners)
- 퍼레니아스의 버려진 광산(Abandoned mine of Prrenjas)

## 교통

### 버스
퍼레니아스에는 알바니아의 시외버스와 국외버스(다른 국가로 갈 수 있는 버스)가 있다.

### 기차
엘바산-포그라데츠 연장선이 폐쇄되어 퍼레니아스를 지나는 기차 노선은 없다. 

### 고속도로
티라나에서 시작해서 코르처에서 끝나는 SH3(State Road 3)가 프레냐스를 지나는 유일한 주요 도로이다.

## 스포츠
퍼레니아스의 주요 축구팀인 KF 도모즈도바(KF Domozdova)는 1923년에 창단되었으나 2018년에 재정 문제로 해산되었다. 클럽이 해체된 후, 새로운 도심을 건설하기 위해 시립 경기장이 철거되었다.

## 출신 인물
- Halit Berzeshta - 알바니아 국가 계몽(Albanian National Awakening)의 의사이자 계몽가인 할리트 베르제슈타
- Qybra Sokoli - 해방 전쟁의 파르티잔

### 내용주
1. ↑  Përrenjas를 Prrenjas로 줄여쓰기도 하는데 이 Prrenjas에 가장 가까운 발음은 '프레니아스'이다. 또 프렌하스는 잘못된 기계번역이다.
2. ↑  이 문서는 퍼레니아스 시와 퍼레니아스 지방자치체 모두 같이 서술한 것이다. 마치 뉴욕주 안에 뉴욕시가 있는데 이 두개를 뉴욕이라는 이름으로 문서를 만든 것이라고 보면된다.
3. ↑  알바니아의 지역 단위는 단위가 큰 순서로 주, 지방자치체, 코뮌으로 구성된다.